# Deuteragenia vechti
Deuteragenia vechti (лат.) — вид дорожных ос (Pompilidae).

## Распространение
Палеарктика. Россия: Приморский  край, Хабаровский  край, Амурская область, Еврейская АО, Сахалин, Курильские острова (Кунашир), Камчатка, Магаданская область, Чукотка; Иркутская область, Сибирь, европейская часть. Япония (Хоккайдо, Хонсю),
Средняя Азия, Беларусь, Западная Европа.

## Описание
Длина тела самок 8,3—16,0 мм, самцов — 5,2—9,0 мм. Основная окраска тела чёрная. Лёт отмечен в июне, июле и августе. Предположительно, как и другие виды своего рода охотятся на пауков.